# Studi africani
Gli studi africani o africanistica è lo studio dell'Africa. Il settore include lo studio della storia dell'Africa precoloniale, la storia del colonialismo in Africa e la sua decolonizzazione; lo studio dell'antropologia dell'Africa (gruppi etnici e demografia), di politica, economia, lingue, religioni, cultura, geografia e coinvolge ricercatori di numerosi settori disciplinari. Gli studi africani sono caratterizzati da diverse tradizioni di studio e scuole di pensiero e sono influenzati dalla storia nazionale e dalla storia coloniale del continente.
Un esperto di studi africani è chiamato un africanista.
Il territorio oggetto degli studi africani è oggetto di discussioni all'interno della disciplina stessa; gli studi africani si possono centrare sull'interno continente, sull'Africa subsahariana (mentre il nord Africa è oggetto dell'islamistica e degli orientalisti) o su una scala internazionale nella cosiddetta Africa della diaspora. Anche l'espressione panafricanismo è usata per indicare questa attenzione per un territorio che supera la dimensione stessa del continente Africa.
Secondo Basil Davidson, a partire dagli anni Venti anche il termine africanismo si diffonde per indicare lo studio dell'Africa, oltre che per indicare il nazionalismo africano; attualmente le espressioni studi africani o africanistica sono più diffuse, mentre africanismo significa principalmente un atteggiamento favorevole all’affrancamento dei paesi africani.

## Ambiti e temi di ricerca
Gli studi africani coinvolgono ricercatori di numerosi settori disciplinari e si focalizzano su un ampio spettro di territori e temi. Oltre allo studio di singole nazioni e regioni, i temi principali oggetto degli studi africani sono
- Carestie e risorse alimentari
- Filosofia africana
- Geografia dell'Africa
- Popolazione, demografia e gruppi etnici dell'Africa
- Urbanistica e studi urbani

### Ambiente e natura
- Ambiente ed ecosistemi africani
- Conservazione del patrimonio naturalistico

### Arte e cultura
- Arte e storia dell'arte africana (arte africana e arte contemporanea africana)
- Cultura popolare dell'Africa
- Percezione, rappresentazioni dell'Africa, auto-rappresentazione e invenzione delle tradizioni

### Economia
- Commercio e mercati in Africa
- Cooperazione e sviluppo economico

### Linguistica e letteratura
- Letteratura africana
- Linguistica e lingue dell'Africa
- Tradizioni orali e scritte dell'Africa

### Storia e Scienze politiche
- Archeologia africana
- Formazione degli stati nazionali in Africa
- Neocolonialismo e relazioni internazionali dell'Africa
- Ruolo coloniale di Belgio, Francia, Germania, Gran Bretagna, Italia, Paesi Bassi, Portogallo, Spagna. Di recente sono stati avviati studi anche sul ruolo dei paesi scandinavi nella storia coloniale.
- Ruolo delle donne nella storia africana
- Scienze politiche africane, scienze politiche post-coloniali
- Storia dell'Africa
- Storia della schiavitù
- Storiografia e metodo applicati allo studio della storia dell'Africa

## Fonti
L'accesso alla fonti è uno dei temi centrali per gli studi africani. Lo studioso Jan Vansina mostra nella sua opera di ricerca e pubblicazione come lo studio della storia dell'Africa sia inscindibilmente collegato allo studio dell'archeologia africana e come l'analisi della tradizione orale africana sia una fonte essenziale e attendibile per documentare la storia del continente africano.
Tra i centri di studi africani vi sono in Africa l'Università di Makerere, l'Università di Addis Abeba, L'Università Ibadan, l'Università di Asmara, l'Università di Città del Capo; in Europa l'Istituto Frobenius, l'Università L'Orientale di Napoli. 
Tra i più noti africanisti internazionali vi sono
- Carl Meinhof (1857–1944)
- Leo Frobenius (1873–1938)
- Jean Price-Mars (1876–1969)
- Diedrich Westermann (1875–1956)
- Robert Sutherland Rattray (1881–1938)
- Amadou Hampâté Bâ (1900–1991)
- Kwame Nkrumah (1909–1972)
- Basil Davidson (1914–2010)
- John Henrik Clarke (1915–1998)
- Kenneth Dike (1917–1983)
- John Fage (1921–2002)
- Jean Suret-Canale (1921–2007)
- Andrzej Zajączkowski (1922–1994)
- Joseph Ki-Zerbo (1922–2006)
- Julius Nyerere (1922–1999)
- Cheikh Anta Diop (1923–1986)
- Roland Oliver (1923–2014)
- Amílcar Cabral (1924–1973)
- Frantz Fanon (1925–1961)
- Jan Vansina (1929–2017)
- Ali Mazrui (1933–2014)
- Albert Adu Boahen (1932–2006)
- François Bassolet (1933–2001)
- Niara Sudarkasa (1938–2019)
- Patrick Manning (1941-)
- Valentin-Yves Mudimbe (1941)
- Alessandro Triulzi (1941)
- Micere Githae Mugo (1942–)
- Walter Rodney (1942–1980)
- David William Cohen (1943–)
- Mahmood Mamdani (1946–)
- Frederick Cooper (1947–), storico
- Patrick Chabal (1951-2014), storico
- Achille Mbembe (1957–)
- John Frank Clark (196X-)
- Nji Oumarou Nchare (1964–)
- Antumi Toasijé (1969–)

## Studi africani in Italia
Un ruolo di primo piano nello studio dell'Africa in Italia lo ha avuto l'Istituto Italo-Africano (Iia) fondato nel 1906 come Istituto coloniale e poi confluito nel 1995 nell'Istituto Italiano per l'Africa e l'Oriente.
Con la fine del colonialismo, in Italia gli studi africani sono caratterizzati da una parte dai sostenitori della storia coloniale e dall'altra dalla necessità di confrontarsi con il processo di decolonizzazione.
Negli anni immediatamente successivi vengono messi in luce i ritardi e silenzi sulla storia coloniale, l'incapacità degli studi africani in Italia di inserirsi nella storiografia nazionale italiana e il contrasto tra i sostenitori della storia coloniale e i non sostenitori della storia coloniale, accusati di promuovere eccessivamente un ideologismo di matrice terzomondista. .
La fine del colonialismo genera anche una trasformazione degli insegnamenti universitari delle scienze sociali di derivazione coloniale e diverse materie vengono accorpate in un unico e generico insegnamento dal titolo di Storia e istituzioni dei paesi afro-asiatici generando aspri dibattiti.
Secondo Alessandro Triulzi, gli storici italiani africanisti tendono a concentrarsi più sugli studi di storia politico-istituzionale e diplomatica piuttosto che sulla storia sociale, economica, dei costumi e delle mentalità. Gli studi sull'Africa coloniale italiana sono prevalenti, le ricerche d'archivio sono privilegiate rispetto alle ricerche di campo, e vi è una tendenza a tenere distinti lo studio della storia africane e della storia coloniale, senza arricchirsi di documenti orali e dello studio delle trasformazioni sociali. La storiografia italiana africanista e coloniale appare inoltre isolata rispetto ai dibattiti internazionali, sia perché affronta temi diversi ma anche perché poco collegata a convegni e pubblicazioni internazionali.
L'associazione ASAI - Associazione per gli Studi Africani in Italia raggruppa gli africanisti italiani.
Tra gli incontri più importanti sugli studi africani in Italia si possono ricordare nel 1985 il convegno dell'Istituto Italiano per l'Africa poi rinominato Istituto Italiano per l'Africa e l'Oriente, il convegno SISSCO Società Italiana per lo studio della storia contemporanea del 2002.
Nel 2010 la Conferenza "Studi italiani sull'Africa a 50 anni dall'indipendenza", organizzata dal 30 settembre al 2 ottobre dal Dipartimento di Studi e ricerche su Africa e paesi arabi dell'Università degli studi di Napoli "L'orientale", riunisce, per la prima volta dopo il Convegno del 1985, gli studiosi italiani dell'Africa rappresentanti di tutti i settori disciplinari.
Tra i padri degli studi africani in Italia si possono ricordare in campo antropologico Bernardo Bernardi, Umberto Lanternari, nell'ambito della storia coloniale Carlo Zaghi, Giorgio Battaglia e Angelo Del Boca, nell'ambito della storia militare delle colonie Giorgio Rochat. Tra i più noti africanisti italiani Alessandro Triulzi, Gianpaolo Calchi Novati, Cristiana Fiamingo, Pierluigi Valsecchi, Maria Cristina Ercolassi, Silvana Palma, Irma Taddia, Itala Vivan.